# Katie Zelem
Katie Leigh Zelem (Oldham, 20 gennaio 1996) è una calciatrice inglese, centrocampista dell'Angel City e della nazionale inglese.

## Carriera

### Club
Cresciuta nelle giovanili del Manchester Utd Girls' Centre of Excellence, nel 2013 passa al Liverpool, con la cui maglia vince due titoli nazionali inglesi. Nell'estate 2017 viene ingaggiata in Italia dalla Juventus.
Con l'iscrizione del Manchester United alla FA Women's Championship, nuova denominazione del secondo livello del campionato inglese femminile di calcio, Zelem viene annunciata tra le calciatrici che vestiranno la sua maglia dal campionato 2018-2019, condividendo con le compagne la vittoria in campionato e la promozione in FA Women's Super League.
Il 17 febbraio 2024, gioca la sua 150ª partita con le Red Devils, disputando l'incontro di campionato con l'Arsenal, perso per 3-1. Al termine della stagione 2023-2024, Zelem lascia il club alla scadenza naturale del proprio contratto.

### Nazionale
Zelem inizia ad essere convocata dalla Federazione calcistica dell'Inghilterra per vestire la maglia delle nazionali giovanili fino dal 2010, inizialmente nella formazione Under-15, dove gioca la doppia amichevole del 15 e 17 marzo 2010 con le pari età dei Paesi Bassi, per passare alla Under-17 un anno più tardi, squadra con la quale fa il suo esordio in un campionato UEFA il 9 aprile 2011, in occasione dell'incontro perso 2-0 con le avversarie dell'Islanda e valido per il secondo turno di qualificazione all'edizione 2011 del campionato europeo di categoria. Con la U17 gioca complessivamente 14 incontri, partecipando anche alle qualificazioni all'Europeo 2012, non riuscendo ad accedere in entrambe le edizioni alla fase finale del torneo.
Del 2013 è la sua convocazione nella formazione Under-19, chiamata dal tecnico Mo Marley che dopo averla testata nell'amichevole giocata con le pari età della Scozia del 6 marzo di quell'anno, decide di impiegarla dal secondo turno di qualificazione all'Europeo di Galles 2013, dove durante i tre incontri sigla 4 reti contribuendo alla sua squadra di accedere alla fase finale. Ottenuta la qualificazione gioca quattro delle rimanenti cinque partite che si concludono con la finale del 31 agosto, persa per 2-0 con le avversarie della Francia, andando nuovamente a segno siglando una delle tre reti con cui l'Inghilterra supera la Danimarca durante la fase a gironi.
Grazie alla prestazione ottenuta agli europei, l'Inghilterra accede al Mondiale Under-20 di Canada 2014 e Marley continua a concedere fiducia a Zelem inserendola nella rosa delle convocate della formazione Under-20. Fa il suo esordio in un campionato FIFA scendendo in campo il 6 agosto 2014, al primo incontro del gruppo C della fase a gironi, pareggiato per 1-1 con la Corea del Sud, e giocando le altre due partite del torneo, 1-1 con il Messico e 1-2 con la Nigeria, prima di essere eliminate.
In seguito viene chiamata nuovamente nella formazione Under-20, impegnata solamente in incontri amichevoli fino al 2016, e superati i termini massimi d'età, nella formazione Under-23, dove, sempre in incontri amichevoli, ha all'attivo due presenze tutte nel 2016.

## Statistiche
Aggiornate al 17 febbraio 2024.

### Presenze e reti nei club
| Stagione                 | Squadra                  | Campionato               | Campionato | Campionato | Coppe nazionali | Coppe nazionali | Coppe nazionali | Coppe continentali | Coppe continentali | Coppe continentali | Altre coppe | Altre coppe | Altre coppe | Totale | Totale |
| Stagione                 | Squadra                  | Comp                     | Pres       | Reti       | Comp            | Pres            | Reti            | Comp               | Pres               | Reti               | Comp        | Pres        | Reti        | Pres   | Reti   |
| ------------------------ | ------------------------ | ------------------------ | ---------- | ---------- | --------------- | --------------- | --------------- | ------------------ | ------------------ | ------------------ | ----------- | ----------- | ----------- | ------ | ------ |
| 2014                     | Liverpool                | WSL 1                    | 7          | 1          | FAWL            | 2               | 2               | -                  | -                  | -                  | -           | -           | -           | 9      | 3      |
| 2015                     | Liverpool                | WSL 1                    | 9          | 0          | FAWL            | 6               | 0               | UWCL               | 2                  | 0                  | -           | -           | -           | 17     | 0      |
| 2016                     | Liverpool                | WSL 1                    | 15         | 6          | FAWL            | 2               | 0               | UWCL               | 2                  | 0                  | -           | -           | -           | 19     | 6      |
| 2017                     | Liverpool                | WSL 1                    | 7          | 3          | FAWL            | 0               | 0               | -                  | -                  | -                  | -           | -           | -           | 7      | 3      |
| Totale Liverpool         | Totale Liverpool         | Totale Liverpool         | 38         | 10         | -               | 10              | 2               | -                  | 4                  | 0                  | -           | -           | -           | 52     | 12     |
| 2017-2018                | Juventus                 | A                        | 19         | 4          | CI              | 4               | 2               | -                  | -                  | -                  | -           | -           | -           | 23     | 6      |
| 2018-2019                | Manchester United        | WC                       | 18         | 10         | FAW+FAWL        | 2+6             | 0+1             | -                  | -                  | -                  | -           | -           | -           | 26     | 11     |
| 2019-2020                | Manchester United        | WSL                      | 14         | 5          | FAW+FAWL        | 1+6             | 0+2             | -                  | -                  | -                  | -           | -           | -           | 21     | 7      |
| 2020-2021                | Manchester United        | WSL                      | 18         | 2          | FAW+FAWL        | 2+3             | 0+0             | -                  | -                  | -                  | -           | -           | -           | 23     | 2      |
| 2021-2022                | Manchester United        | WSL                      | 22         | 5          | FAW+FAWL        | 2+5             | 1+1             | -                  | -                  | -                  | -           | -           | -           | 29     | 7      |
| 2022-2023                | Manchester United        | WSL                      | 21         | 3          | FAW+FAWL        | 5+4             | 0+0             | -                  | -                  | -                  | -           | -           | -           | 30     | 3      |
| 2023-2024                | Manchester United        | WSL                      | 14         | 1          | FAW+FAWL        | 2+3             | 0+1             | UWCL               | 2                  | 0                  | -           | -           | 21          | 2      |        |
| Totale Manchester United | Totale Manchester United | Totale Manchester United | 107        | 26         | -               | 41              | 6               | -                  | 2                  | 0                  | -           | -           | -           | 150    | 32     |
| Totale carriera          | Totale carriera          | Totale carriera          | 164        | 40         | -               | 55              | 10              | -                  | 6                  | 0                  | -           | -           | -           | 225    | 50     |

## Palmarès

### Club
- Campionato inglese: 2

Liverpool: 2013, 2014
- Campionato italiano: 1

Juventus: 2017-2018
- Campionato inglese di seconda divisione: 1

Manchester United: 2018-2019

### Nazionale
- Arnold Clark Cup: 2

2022, 2023